# Esbjerg Kommunes Idrætspris
Esbjerg Bys Idrætspris er en pris, der årligt uddeles af Esbjerg Idrætsråd.
Esbjerg Bys Idrætspris blev indstiftet i 1949 og tildeles en person eller et hold/en forening, der har ydet en ekstraordinær stor indsats, som samtidig har været med til at sætte Esbjerg på landkortet. 
Dommerkomiteen består af Esbjergs borgmester, en repræsentant for pressen og EIR.
| Pris | Spire Denne artikel om priser eller udmærkelser er en spire som bør udbygges. Du er velkommen til at hjælpe Wikipedia ved at udvide den. |